# 鄧槩
鄧概（1446年—?），一作鄧槩，字冠節，江西臨江府新淦縣人，民籍，明朝政治人物。

## 生平
早年出身國子生，成化十三年（1477年）丁酉科江西鄉試第六十七名。成化十四年（1478年）戊戌科進士。成化十六年（1480年）任福建永安县知县，在任期间公廉明断。五年后离职，潘彪接任。弘治间，知福清。救荒有法，多所全活。有穷民陈养者，卖子纳粮，为出俸金赎还之。

## 家族
曾祖鄧原海。祖父鄧岐陽。父鄧遵寧。母张氏，繼母陈氏。具慶下。娶王氏。